# Орбея
Орбея (ісп. Orbea) — іспанський виробник велосипедів. Розташований у муніципалітеті Мальябія в Країні Басків, Іспанія.
Орбея виробляє різні види велосипедів від шосейних до гірських та міських, включаючи найсучасніші із карбону, і є вагомим виробником велосипедів у Європі. Заснована в муніципалітеті Ейбар в індустріальному районі провінції Гіпускоа в 1859 і спочатку виробляла зброю. У 1926, після розділу компанії, стала виробляти велосипеди. З 1960 року, після кризи, стає кооперативною. З 1964 року Орбея є частиною Мондрагонської кооперативної корпорації (ісп. Mondragón Corporación Cooperativa). У 1975 виробництво перенесено з Ейбару до сусідньої Мальябії. 
Орбея має тривалу традицію спонсорування професійних велосипедних команд. Зокрема Орбея спонсорує професійну шосейну команду Euskaltel-Euskadi з Країни Басків і команду Herring Gas у США. На Олімпіаді в Пекіні Самуель Санчес виграв шосейні перегони на Orbea Orca Carbon і Жульєн Абсалон виграв у крос-кантрі на Orbea Alma. Крейг Александер, триразовий чемпіон світу з Ironman Triathlon (2008, 2009, 2011) перші два рази виграв на Orbea Ordu.
Лінійка велосипедів Орбея містить гірські хардтейли й двопідвіси, велосипеди для шосе і тріатлону, міські, кросові, жіночі моделі в різних категоріях, дитячі.
У 2006 році Орбея представила перший у світі серійний карбоновий 29er-монокок Orbea Alma 29, у 2011 з'явилася її оновлена версія.
З 2006 по 2008 рік Орбея разом із CEIT (ісп. Centro de Estudios e Investigaciones Técnicas de Gipuzkoa, Центром технічних досліджень у Гіпускоа) проводили оригінальний дослідний проєкт із розробки задньої амортизації велосипеда за допомогою методів комп'ютерного моделювання. Результати досліджень використані в оновленому у 2010 році all-mountain велосипеді Orbea Rallon, в оновленому у 2012 році трейловому велосипеді Orbea Occam та оновлених у 2013 році Orbea Occam 29er та крос-кантрійному двопідвісі Orbea Oiz.

## Історія
Orbea була заснована в 1840 році братами Хуаном Мануелем, Матео і Казіміро Орбеа в Ейбарі, Країна Басків, Іспанія. Спочатку виробник гвинтівок і зброї Орбеа покинув збройний бізнес і почав проєктувати та виробляти велосипеди під назвою Orbea Bicycles у 1930 році. Орбеа почав брати участь у Тур де Франс ще в 1934 році, а відомий іспанець Маріано Канардо став обличчям велосипедного руху Orbea. команда. 
У 1969 році за важких фінансових обставин працівники створили кооператив і придбали Orbea у родини Orbea. Новостворений кооператив Orbea того ж року виїхав з Ейбара в сусідню Маллабію, де була побудована їхня перша спеціалізована фабрика велосипедів. Протягом наступних кількох десятиліть компанія зосередиться на виробництві велосипедів для відпочинку для споживачів в Іспанії та всій Європі.
Орбеа повернеться до змагального шосейного велоспорту в 1980-х роках як Gin MG-Orbea, а пізніше SEAT -Orbea на чолі з іспанськими велосипедистами Педро Дельгадо, Йокіном Мухікою та Пелло Руїсом Кабестані. Участь у Тур де Франс та Вуельта Іспанії.
Orbea розпочала виробництво гірських велосипедів у 1989 році.

## Продукти
Orbea розробляє та виробляє різноманітні дорожні, гірські, триатлонні та міські велосипеди. Більш відомі на змаганнях: шосейні велосипеди Orca і Avant, гірські велосипеди Rallon і Occam, а також моделі для перегонів на час/тріатлон Ordu.

### Конкурентне використання
Раніше Orbea спонсорувала та постачала велосипеди командам, зокрема професійній команді Euskaltel-Euskadi в районі Басків в Іспанії та команді Herring Gas  в США. Семюель Санчес їздив на Orbea Orca Carbon, щоб виграти шосейні перегони на Олімпіаді в Пекіні, а Жюльєн Абсалон виграв золото на гірському велосипеді на Orbea Alma. Крейг Олександр, триразовий чемпіон світу з тріатлону Ironman (2008, 2009, 2011), їздив на Orbea Ordu у своїх перших 2 перемогах і хоча планував провести решту своєї кар'єри в перегонах на велосипедах Orbea, підписавши довічний контракт з Orbea. у 2010 р. він перейшов на іншу марку для перегонів 2011 року.
Команда UCI Professional Continental Cofidis Solutions Crédits брала участь у перегонах на велосипедах Orbea в сезонах 2016 та 2017 років.
Домашня елітна велосипедна команда UCI, Rio Grande Elite Cycling Team, зараз бере участь у перегонах на велосипедах Orbea.

### Е-велосипеди
Запущений наприкінці 2017 року, Orbea представила модель електронного велосипеда Gain, доступну як у дорожній, так і в гібридній моделі. Крім того, у 2019 році вони представили гірський велосипед Orbea Wild з електроприводом.

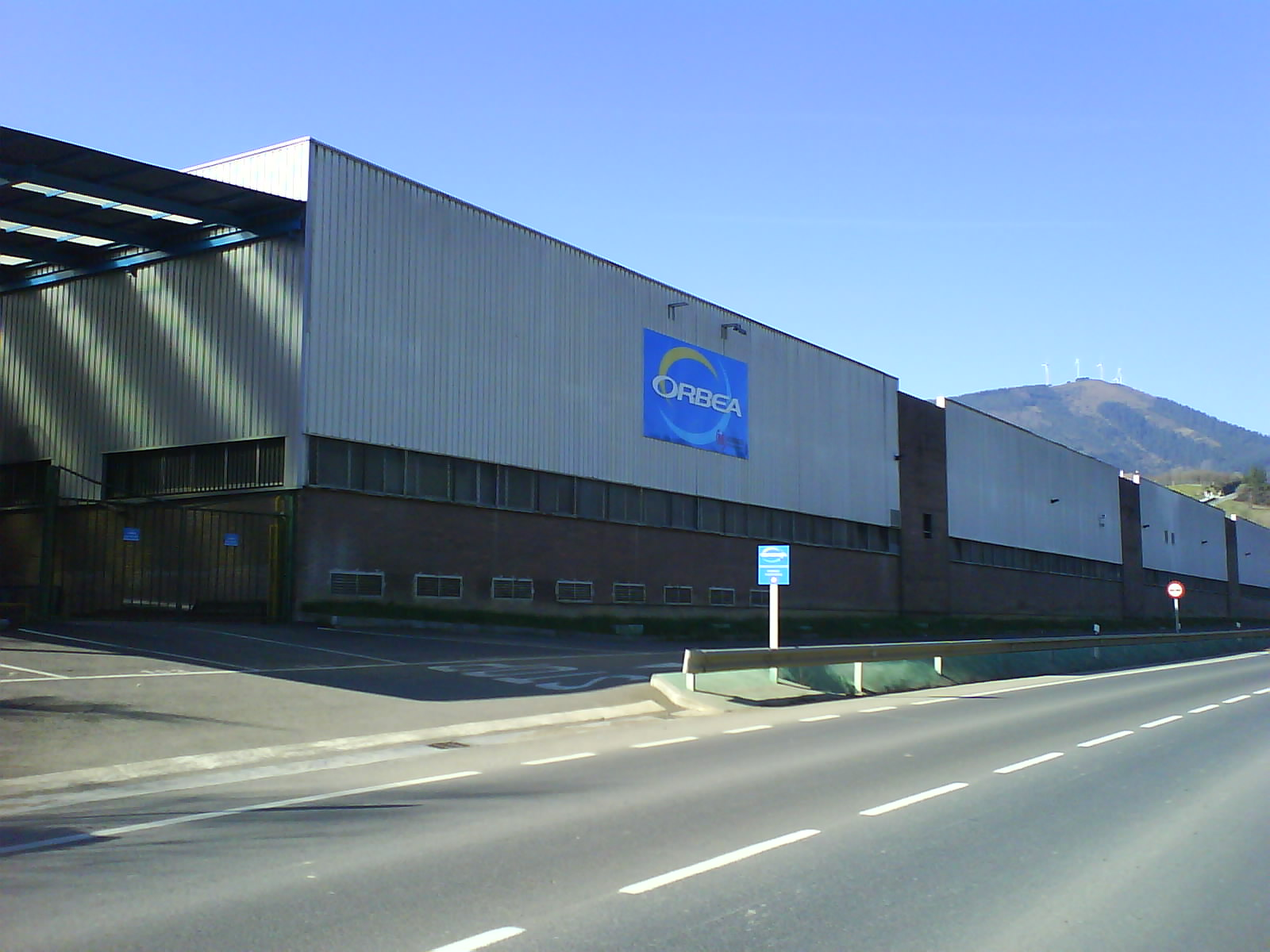
Виробництво у Мальябії.
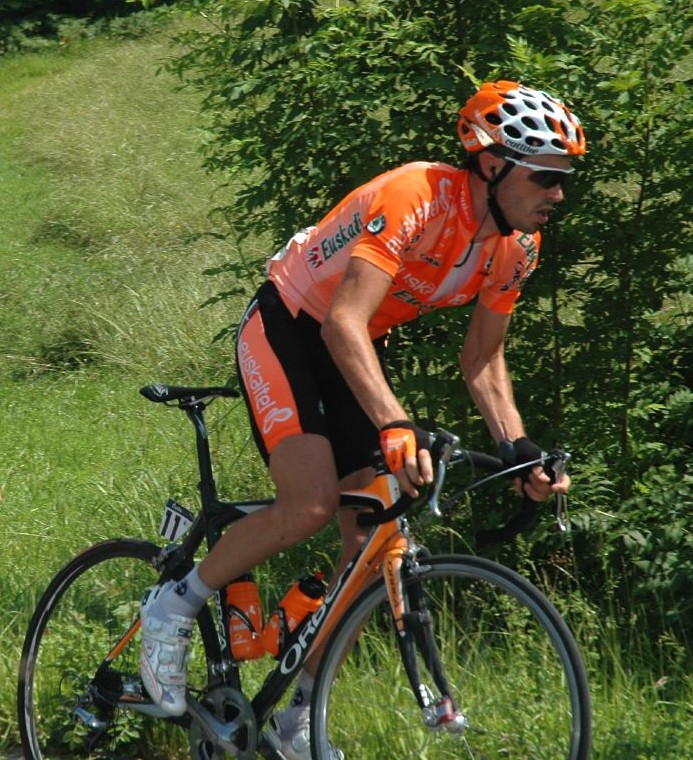
Самуель Санчес
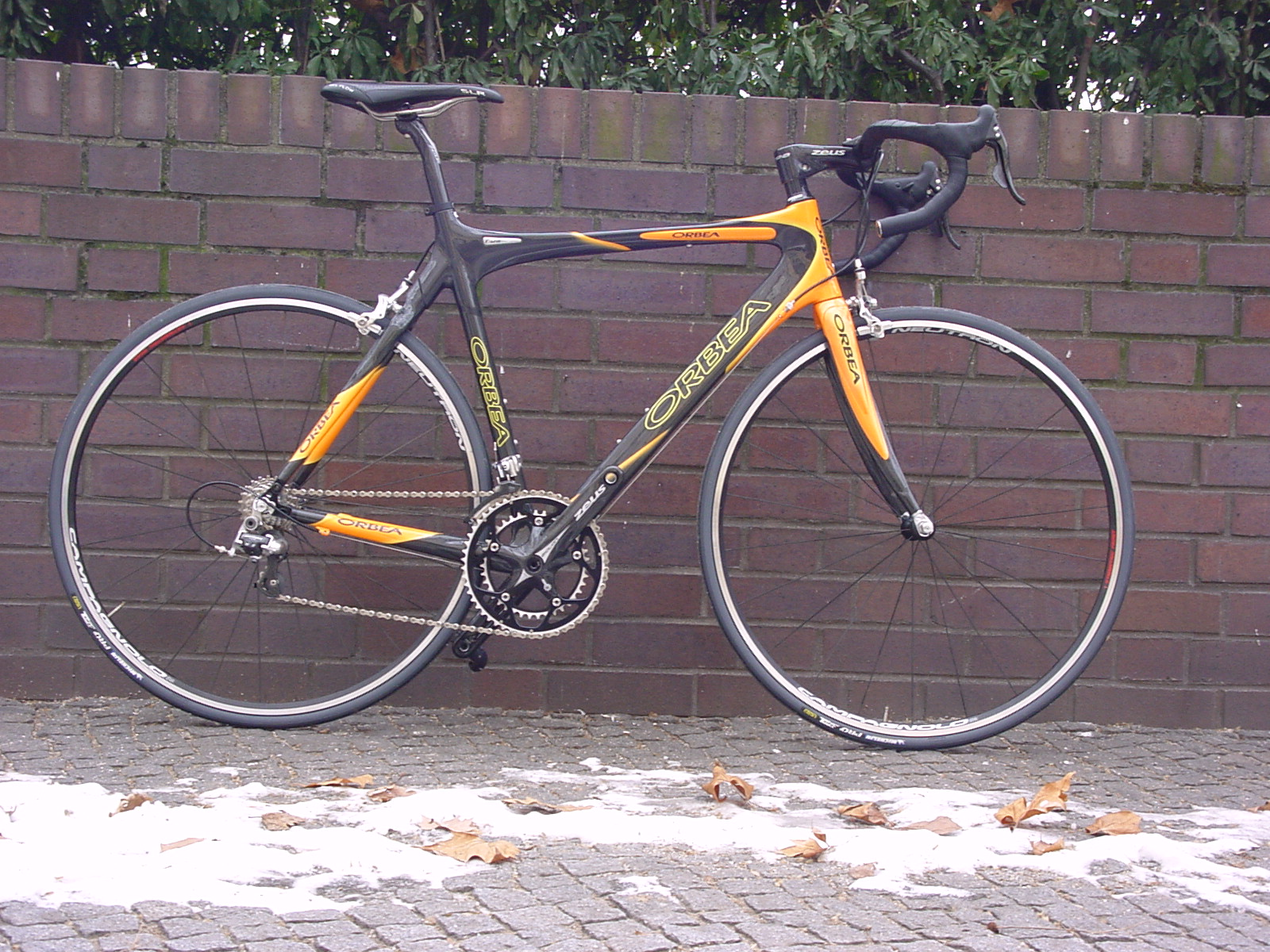
Orbea Orca
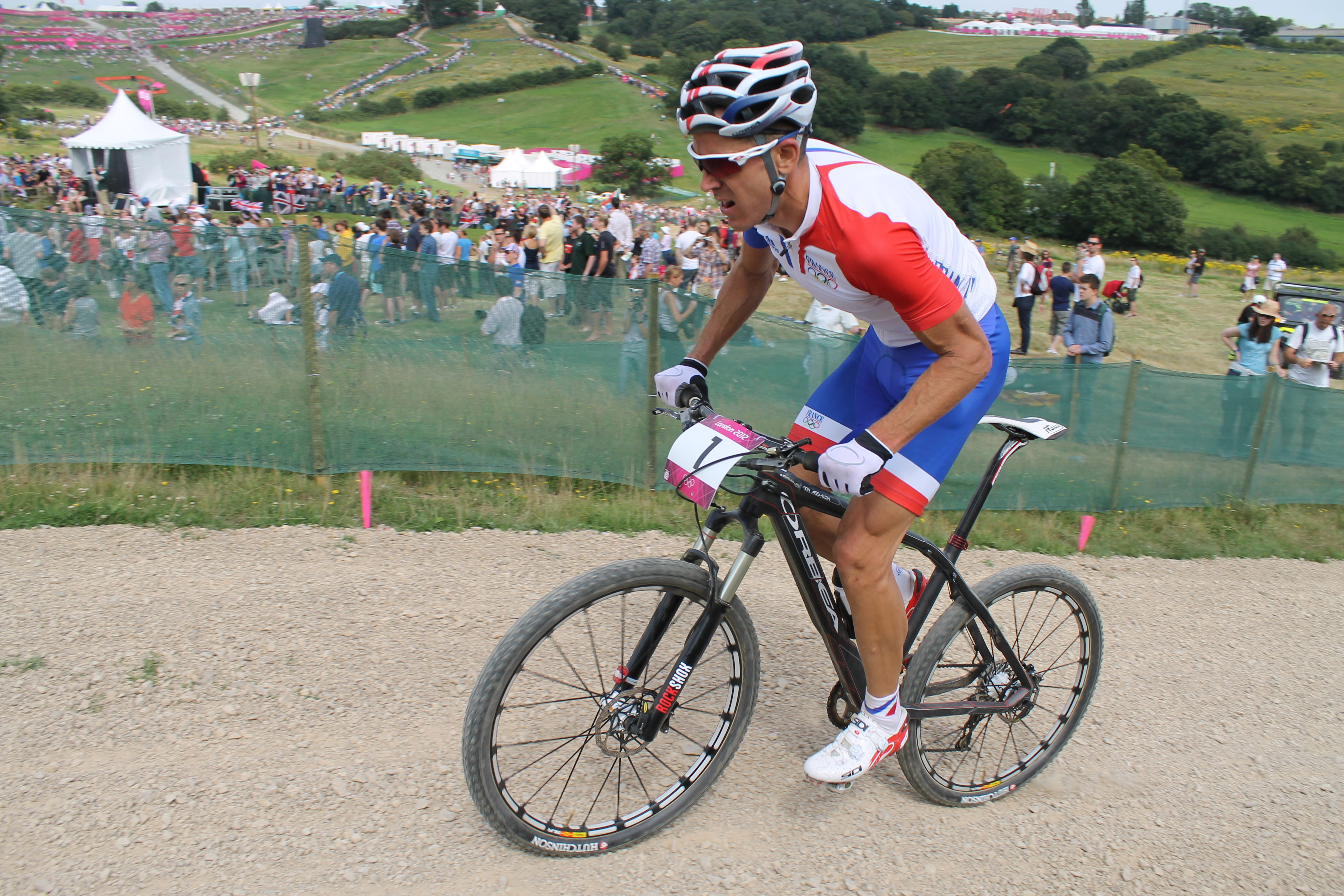
Жульєн Абсалон
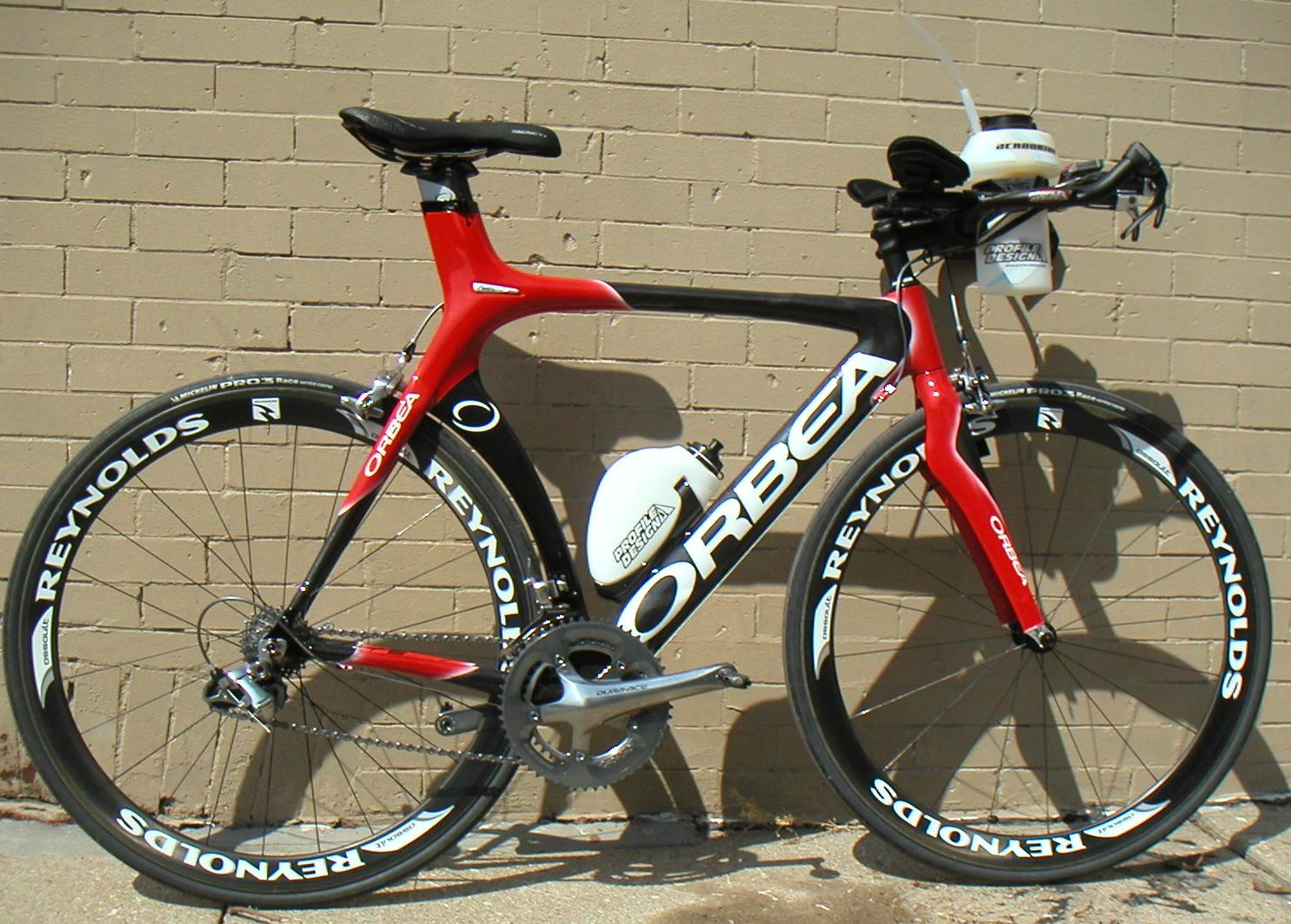
Orbea Ordu
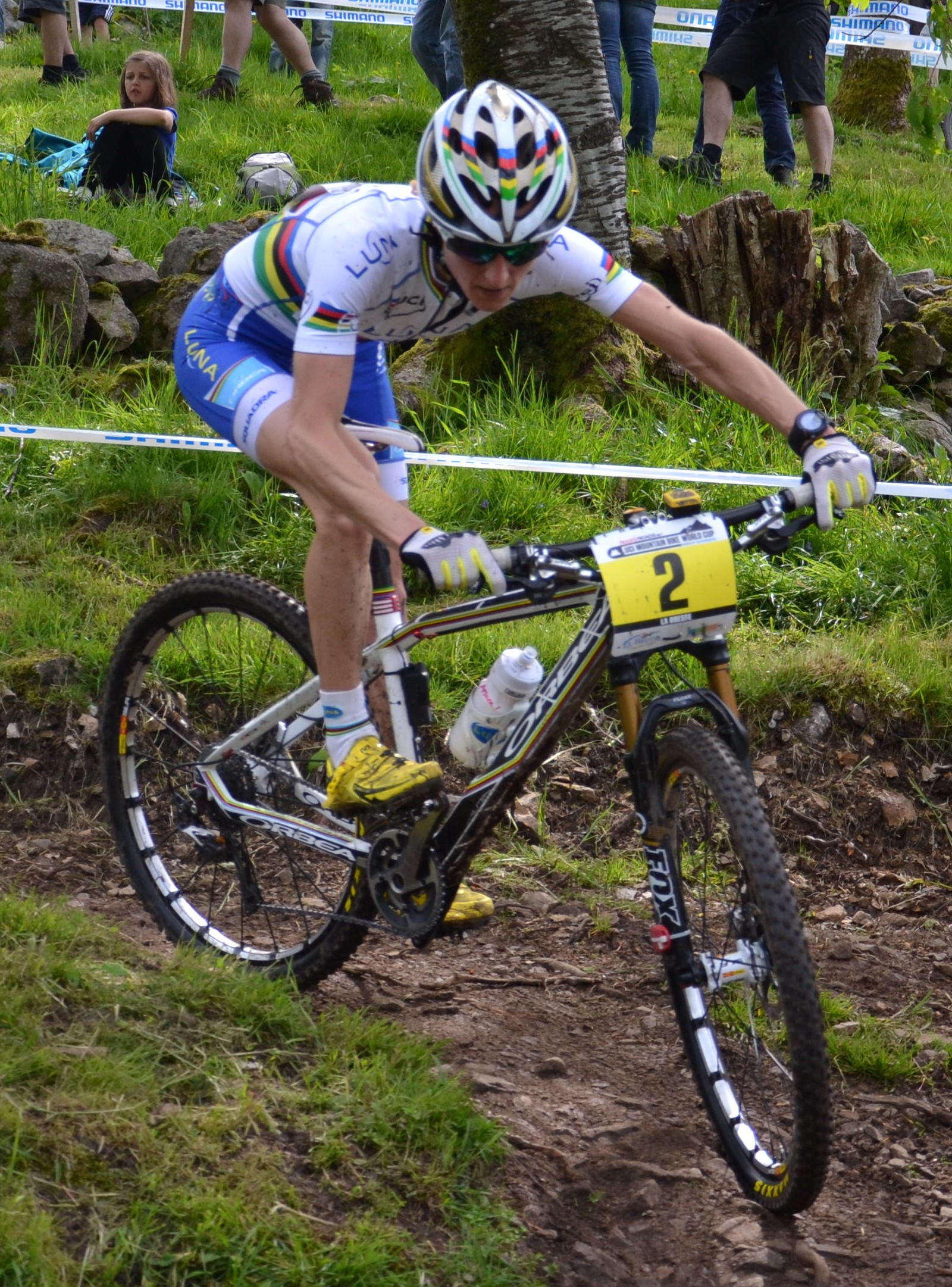
Катаріна Пендрел
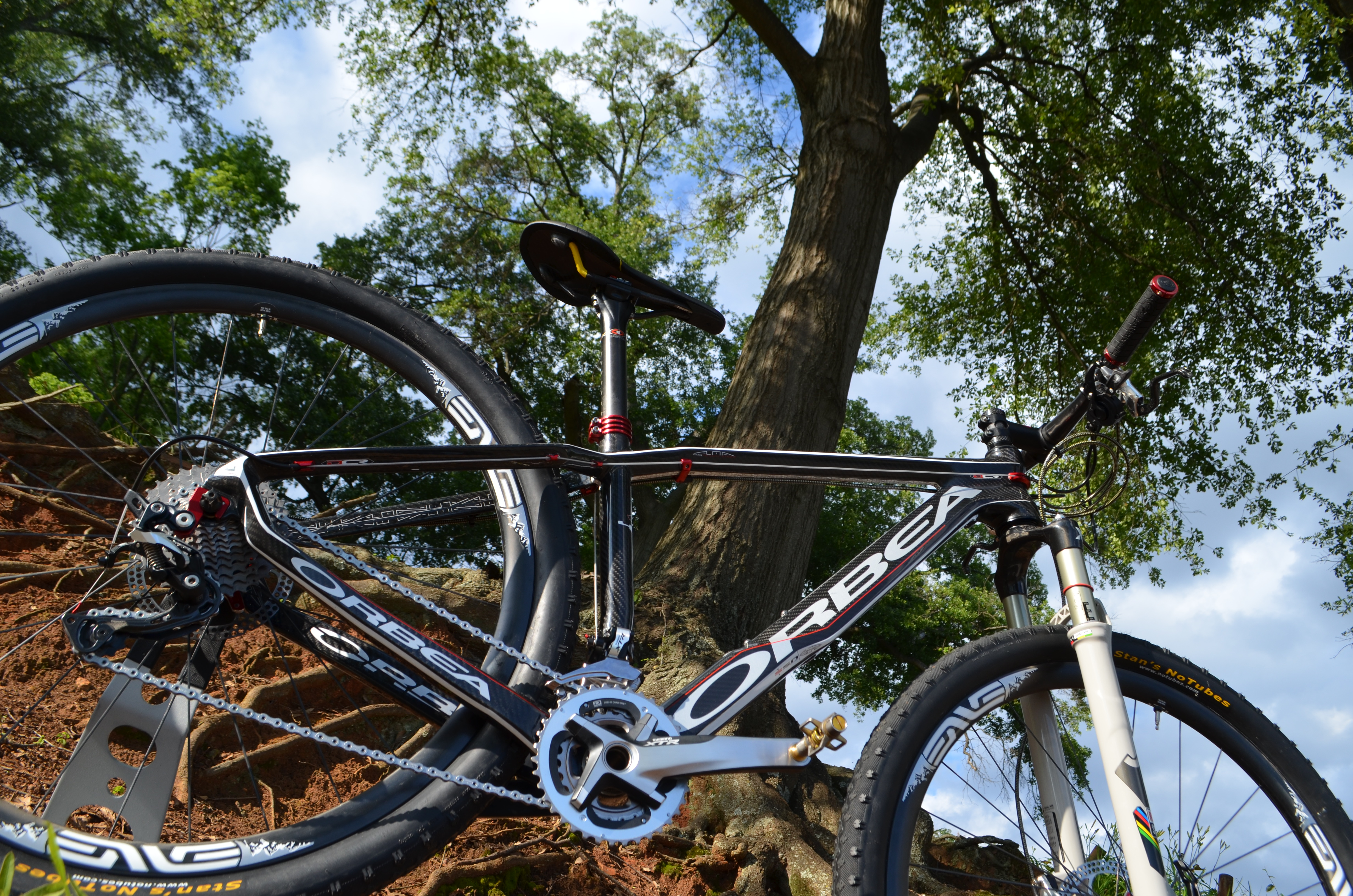
Orbea Alma 29
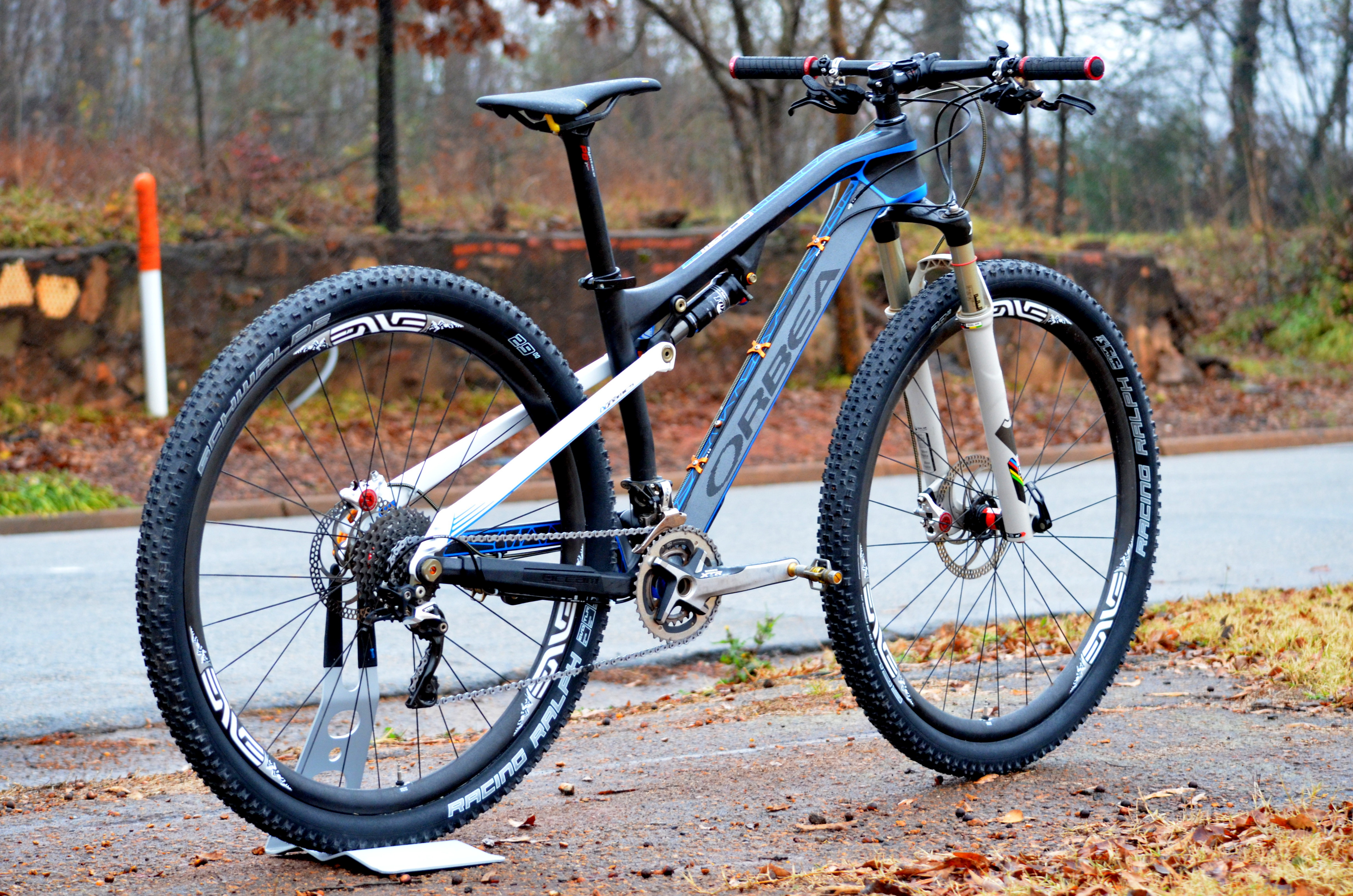
Orbea Occam 29